# Santiago Riera i Tuèbols
Santiago Riera i Tuèbols   (Barcelona, 18 de maig de 1935 - Barcelona, 25 d'octubre de 2021) va ser un enginyer industrial i historiador català. Doctor en enginyeria (1973) i llicenciat en història contemporània (1981), va treballar com a professor de termodinàmica i fisicoquímica a l'Escola Tècnica Superior d'Enginyers Industrials i posteriorment com a professor d'història de la ciència a la Universitat de Barcelona. Va publicar diversos llibres, entre els quals destaquen Síntesi d'història de la ciència catalana (1983), Ciència i tècnica a la Il·lustració: Francesc Salvà i Campillo (1985, premi Lluís Sayé 1983), Monturiol, una vida apassionant, una obra apassionada (1986), Dels velers als vapors (1993), Més enllà de la cultura tecnocientífica (1994), Origen i evolució de l'univers (1997), Quan el vapor movia els trens. La fabricació de locomotores per la Maquinista Terrestre y Marítima (1998) i Ciència, romanticisme i utopia (2001), La història de l'àtom. Ciència, política, societat i cultura, 1900-1952 (2005). Fou membre numerari de l'Institut d'Estudis Catalans, on el 2002 va ingressar com a membre de la Secció Històrico-Arqueològica.